# 自旋磁矩
在物理學中，主要是量子力學和粒子物理學，自旋磁矩是由基本粒子的自旋引起的磁矩。例如，電子是基本的自旋1/2费米子。
通常，可以根据电流和电流回路所包围的面积来定义磁矩。因为角动量对应于旋转运动，所以磁矩可以与构成电流中的电荷载流子的轨道角动量有关。但是，在磁性材料中，原子偶极子和分子偶极子具有磁矩，这不仅是由于其量化的轨道角动量，还因为构成它们的基本粒子的自旋。  
“自旋”是基本粒子的非经典属性，因为从经典上讲，一个物质对象的“自旋角动量”实际上只是对象成分围绕旋转轴的总轨道角动量。基本粒子被认为是没有轴“旋转”的点对象（请参阅波粒对偶）。

## 歷史
自旋角动量的想法最早是在1925年由乔治·乌伦贝克和塞缪尔·古德斯米特提提出，用于解释原子光谱中的超精细分裂。1928年，保罗·狄拉克用狄拉克方程为电子的波函数提供了严格的理论基础。

## 自旋化學
自旋磁矩為化學中最重要的原理之一（保利排除原理）奠定了基礎。沃爾夫岡·保利（Wolfgang Pauli）首先提出的這一原理支配著當今大多數化學反應。該理論不僅在電磁譜中對雙峰的解釋中起著進一步的作用。這個額外的量子數自旋成為當今使用的現代標準模型的基礎，其中包括使用洪德規則以及對β衰變的解釋。

## 計算
我们可以通过以下方法计算带有电荷q ，质量m和自旋角动量S→ 的亚原子粒子的可观察到的自旋磁矩，矢量μ→ S ，其为： 
| {\displaystyle {\vec {\mu }}_{\text{S}}\ =\ g\ {\frac {q}{2m}}\ {\vec {S}}=\gamma {\vec {S}}} |  | 1 |

在这裡{\displaystyle \gamma }是旋磁比， g是無量綱數，稱為g因子， q是電荷， m是質量。的α-因子克依賴於粒子：它為g = −2.0023為電子g = 5.586對於質子，和g = −3.826為中子。質子和中子由的夸克，其具有非零電荷和的自旋，而這必須計算它們的g因子時被考慮進去。即使中子的電荷q = 0 ，它的夸克也會給它一個磁矩。分別為q = −1 e，其中e是q = −1 e質子和電子的自旋磁矩可以通過設定q = 1 e和q = −1 e來計算基本電荷單元。
本征电子磁偶极矩是近似等于玻尔磁子B因为g ≈ −2和电子的自旋也
| {\displaystyle \mu _{\text{S}}\approx -2{\frac {(-1e)}{2m_{\text{e}}}}{\frac {\hbar }{2}}=+1\mu _{\text{B}}} |  | 2 |

因此，等式（ 1 ）通常写为： 
| {\displaystyle {\vec {\mu }}_{\text{S}}=-{\tfrac {1}{2}}g\mu _{\text{B}}{\vec {\sigma }}} |  | 3 |

就像无法测量总自旋角动量一样，也无法测量总自旋磁矩。等式（ 1 ），（ 2 ），（ 3 ）给出了沿轴相对于或沿所施加的场方向测量的磁矩的物理可观察到的分量。假设笛卡尔坐标系，以往，与z -轴被选择但自旋角动量分量的沿所有三个轴的可观察到的值分别然而，为了获得总自旋角动量的大小S→由其代替本征值√s(s + 1),其中s是自旋量子数。反过来，计算总自旋磁矩的大小要求将（ 3 ）替换为：
| {\displaystyle \|{\vec {\mu }}_{\text{S}}\|=g\mu _{\text{B}}{\sqrt {s(s+1)}}} |  | 4 |

因此，对于一个单一的电子，与自旋量子数s = 1⁄2,沿磁场方向的磁矩的组分是，从（ 3 |μ→S,z| = μB,而总自旋磁矩（的大小），从（ 4 |μ→S| = √3 μB,或约1.73 μB。
分析很容易扩展到原子的自旋磁矩。例如，在封闭壳层（例如钛Ti 3+之外具有单个d壳层电子的过渡金属离子的总自旋磁矩（有时被忽略了对总磁矩的轨道矩的贡献的有效磁矩）。 3+ ）是1.73 μB由于s = 1⁄2,而具有两个不成对电子的原子（例如钒V3 3+与s = 1将具有2.83 μB.的有效磁矩2.83 μB.

## 脚注
1. ↑  The elementary constituents of atoms and molecules are the electrons, and the quarks in the protons and neutrons of the atomic nuclei.
2. ↑  A particle may have a spin magnetic moment without having a net electric charge: For example, the neutron is electrically neutral but has a non-zero magnetic moment because of its internal quark structure.
3. ↑  Earlier the same year, Ralph Kronig discussed the idea with Wolfgang Pauli, but Pauli criticized the idea so severely that Kronig decided not to publish it.(Scerri 1995)

### 精选书籍
- B. R. Martin, G.Shaw.  3rd. Manchester Physics Series, John Wiley & Sons. : 5–6. ISBN 978-0-470-03294-7.978-0-470-03294-7
- Bransden, BH; Joachain, CJ.  1st. Prentice Hall. 1983: 631. ISBN 0-582-44401-2.0-582-44401-2
- P.W. Atkins. . Oxford University Press. 1974. ISBN 0-19-855493-1.0-19-855493-1
- E. Merzbacher.  3rd. 1998. ISBN 0-471-88702-1.0-471-88702-1
- P.W. Atkins.  1. Oxford University Press. 1977. ISBN 0-19-855129-0.0-19-855129-0
- P.W. Atkins.  2. Oxford University Press. 1977. ISBN 0-19-855130-4.0-19-855130-4
- 汉斯·科普弗曼·肯莫门特和核莫蒙塔（Akademische Verl。，1940，1956，and Academic Press，1958）
- R. Resnick; R. Eisberg.  2nd. John Wiley & Sons. 1985. ISBN 978-0-471-87373-0.978-0-471-87373-0
- Sin-Itiro Tomonaga. . University of Chicago Press. 1997. ISBN 978-0-226-80794-2.978-0-226-80794-2

### 精选论文
- Dirac, P. A. M. . Proceedings of the Royal Society A. 1 February 1928, 117 (778): 610–624. Bibcode:1928RSPSA.117..610D. doi:10.1098/rspa.1928.0023.
- Scerri, Eric R. . Synthese. 1995, 102 (1): 165–169. doi:10.1007/BF01063903.